# Бочкари (Алтайский край)
Бочкари́ — село в Целинном районе Алтайского края. Административный центр сельского поселения Бочкарёвский сельсовет.

## История
В 1928 году состояло из 474 хозяйств, основное население — русские. В административном отношении являлось центром Бочкарёвского сельсовета Бийского района Бийского округа Сибирского края.

## Население
| 1926  | 1997  | 1998  | 1999  | 2000  | 2001  |
| ----- | ----- | ----- | ----- | ----- | ----- |
| 2600  | ↘1371 | ↗1395 | ↗1408 | ↘1403 | ↘1385 |
| 2002  | 2003  | 2004  | 2005  | 2006  | 2007  |
| ↗1389 | ↘1367 | ↘1359 | ↗1402 | ↗1418 | ↘1403 |
| 2008  | 2009  | 2010  | 2011  | 2012  | 2013  |
| ↗1412 | ↘1401 | ↘1320 | ↘1317 | ↗1326 | ↗1379 |

Национальный состав
Согласно результатам переписи 2002 года, в национальной структуре населения русские составляли 93 %.

## Промышленность
На территории села расположен ООО «Бочкаревский пивоваренный завод».